# Cronologia da história da Índia
Esta é uma cronologia da História da Índia.
- 10 de maio de 1857: Ocorre a Revolta dos Sipais.
- 10 de fevereiro de 1931: Nova Délhi torna-se a capital do país.
- 15 de agosto de 1947: A Índia declara a independência do Reino Unido.
- 4 de março de 1931: Irwin e Gandhi assinam o Pacto de Delhi.
- 8 de outubro de 1932: A Força Aérea Indiana é criada.
- 30 de janeiro de 1948: Mahatma Gandhi é assassinado pelo nacionalista Nathuram Godse.
- 30 de dezembro de 1949: A Índia reconhece a República Popular da China.

## Ligação externa
- Today in India History - HistoryOrb.com (em inglês)